# Cem Bölükbaşı
Cem Bölükbaşı   (Istanbul, 9 de febrer de 1998), AFI [dʒæm bœlykˈbaʃɯ], és un pilot d'automobilisme i e-sporter turc. Actualment competeix en el Campionat de Fórmula 2 amb l'equip Charouz Racing System. Cem també fa la seva carrera professional en els esports electrònics, inclòs guanyant un campionat de Fórmula Renault eSport.

## Biografia

### Inicis
Natural d'Istanbul, Cem Bölükbaşı és dedica a l'esport de motor des dels 6 anys, quan el seu pare, adonant-se de la passió del nen per l'automobilisme, el va portar a les pistes de motocròs, de fet, va començar a competir en els campionats júnior de motocròs als 5 anys i amb 6 anys guanya el Campionat de Turquia en aquestes categories. Bolukbasi passa a Kart quan té 9 anys i competeix fins al 2012, sent el seu millor resultat un tercer lloc al campionat junior turc el 2009.

### Esports Electrònics
El pilot va començar als eSports el 2015, quan comença a jugar i competir en tornejos d'IRacing fins al 2017, cridant l'atenció per estar entre els 35 primers dels 80.000 jugadors d'aquest torneig. En aquest mesm any, Bolukbasi, degut a ser un dels millors jugadors de la F1 eSports, va ser seleccionat per representar a McLaren a la temporada virtual. Finalitza el 5è, amb una victória i participació en 3 curses. En l'any següent, va disputar per l'equip Toro Rosso, participant en 4 curses de 10, finalitzant en 12è lloc, enquant en la competició de iRacing, el pilot finalitza en segon lloc. En 2019, segue corrent per l'escuderia Italiana i participant de 9 de 12 curses, finalitzant el campionat en 21è, encerrant fins ara la seva participació en els campionats virtuals de Fórmula 1. L'any 2020, participa de la Fórmula Renault eSports, disputant vuit curses, guanyant en 4 oportunitats, i al final, lleva el títol de la categoria virtual.

## Carrera Professional

### Esports Electrònics
| Temp. | Categoria                  | Equip                | Curs | Victòries | Poles | VR | Podis | Punts | Pos. |
| ----- | -------------------------- | -------------------- | ---- | --------- | ----- | -- | ----- | ----- | ---- |
| 2017  | Formula One eSports Series | Non-works McLaren    | 3    | 1         | 1     | ?  | 1     | 35    | 5è   |
| 2018  | Formula One eSports Series | Non-works Toro Rosso | 4    | 0         | 0     | ?  | 0     | 32    | 12è  |
| 2019  | Formula One eSports Series | Toro Rosso eSports   | 9    | 0         | ?     | ?  | 0     | 4     | 21è  |
| 2020  | Fórmula Renault eSports    | M2 Competition       | 8    | 4         | 2     | 1  | 6     | 140   | 1r   |

### Pilot Professional
| Temp. | Categoria                      | Equip                                     | Curs      | Victòries | Poles     | VR        | Podis     | Punts     | Pos.      |
| ----- | ------------------------------ | ----------------------------------------- | --------- | --------- | --------- | --------- | --------- | --------- | --------- |
| 2019  | GT4 European Series            | Borusan Otomotiv Motorsport (Copa Pro-Am) | 4         | 0         | 0         | 0         | 1         | 26        | 17è       |
| 2019  | Eurocopa de Fórmula Renault    | M2 Competition                            | 2         | 0         | 0         | 0         | 0         | 0         | NC†       |
| 2020  | GT4 European Series            | Borusan Otomotiv Motorsport (Copa Pro-Am) | 12        | 2         | 2         | 3         | 7         | 192       | 2n        |
| 2021  | Euroformula Open Championship  | Van Amersfoort Racing                     | 15        | 2         | 1         | 1         | 8         | 217       | 5è        |
| 2021  | Fórmula 3 Asiática             | BlackArts Racing                          | 15        | 0         | 0         | 0         | 0         | 61        | 9è        |
| 2021  | GT4 European Series            | Borusan Otomotiv Motorsport (Copa Pro-Am) | 4         | 0         | 0         | 0         | 1         | 44        | 11è       |
| 2021  | GT4 European Series            | Borusan Otomotiv Motorsport (Copa Am)     | 2         | 2         | 1         | 1         | 2         | 51        | 11è       |
| 2021  | GT4 European Series            | Borusan Otomotiv Motorsport (Copa Silver) | 4         | 0         | 0         | 0         | 1         | 30        | 15è       |
| 2021  | European Le Mans Series - LMP3 | EuroInternational                         | 1         | 0         | 0         | 0         | 1         | 18        | 18è       |
| 2022  | Formula Regional Asiàtica      | Evans GP                                  | 3         | 0         | 0         | 0         | 0         | 0         | 26è*      |
| 2022  | FIA Formula 2 Championship     | Charouz Racing System                     | Disputarà | Disputarà | Disputarà | Disputarà | Disputarà | Disputarà | Disputarà |

- † - Com que Bölükbaşı era un pilot convidat, no era elegible per sumar punts.
- * - Temporada en curs.